# Raúl Isiordia
Raúl Isiordia (* 22. Dezember 1952 in Tepic, Nayarit), bekannt auch unter dem Spitznamen Cora (nach einer im Osten des Bundesstaates Nayarit lebenden Volksgruppe), ist ein ehemaliger mexikanischer Fußballspieler, der meistens im Mittelfeld eingesetzt wurde.

## Leben
Isiordia erhielt seinen ersten Profivertrag für die Saison 1973/74 beim Necaxa-Nachfolgeverein Atlético Español, wo er zunächst allerdings ebenso wenig zu seinem ersten Profieinsatz kam wie in der Saison 1974/75 in Diensten des Club Social y Deportivo Jalisco. Als er zwischen 1975 und 1978 ein zweites Mal bei Atlético Español unter Vertrag stand, gelang ihm der Durchbruch und der Sprung in die Nationalmannschaft, in deren Reihen er sein Debüt am 1. Februar 1977 in einem Spiel gegen Jugoslawien gab, das die Mexikaner mit 5:1 zu ihren Gunsten entschieden und bei dem ihm sogleich sein erstes Länderspieltor gelang. Bereits wenige Monate später gelang ihm am 14. Juni 1977 sein zweiter Länderspieltreffer in einem Testspiel gegen Deutschland, das 2:2 endete und in dem er in der 18. Minute den Führungstreffer zum 1:0 gegen Sepp Maier erzielt hatte.
Zwei weitere Länderspieltreffer gelangen ihm am 15. Oktober 1977 in einem WM-Qualifikationsspiel gegen Surinam, das mit 8:1 gewonnen wurde.
Bei der anschließenden WM 1978 bestritt er das erste Spiel der Mexikaner gegen Tunesien, das überraschend mit 1:3 verloren wurde und ähnlich enttäuschend endete wie die beiden anderen WM-Spiele von „El Tri“.
Nach der WM wechselte Isiordia zum CF Monterrey, bei dem er bis 1980 unter Vertrag stand. Über die Tecos de la UAG, für die er die nächsten zwei Jahre spielte, kam er 1982 zu den Tigres de la UANL. Anschließend beendete er seine aktive Karriere am Ende der Saison 1983/84 in Diensten von Deportivo Neza. Seinen letzten Länderspieleinsatz hatte er bereits am 18. Dezember 1979 gegen El Salvador (1:1) absolviert.
Nach seiner aktiven Karriere war er als Sportdirektor sowohl beim CF Monterrey als auch bei dessen Erzrivalen Tigres de la UANL tätig. Zuletzt übte er diese Tätigkeit beim Drittligisten Vaqueros de Reynosa aus.